# Holzschuh

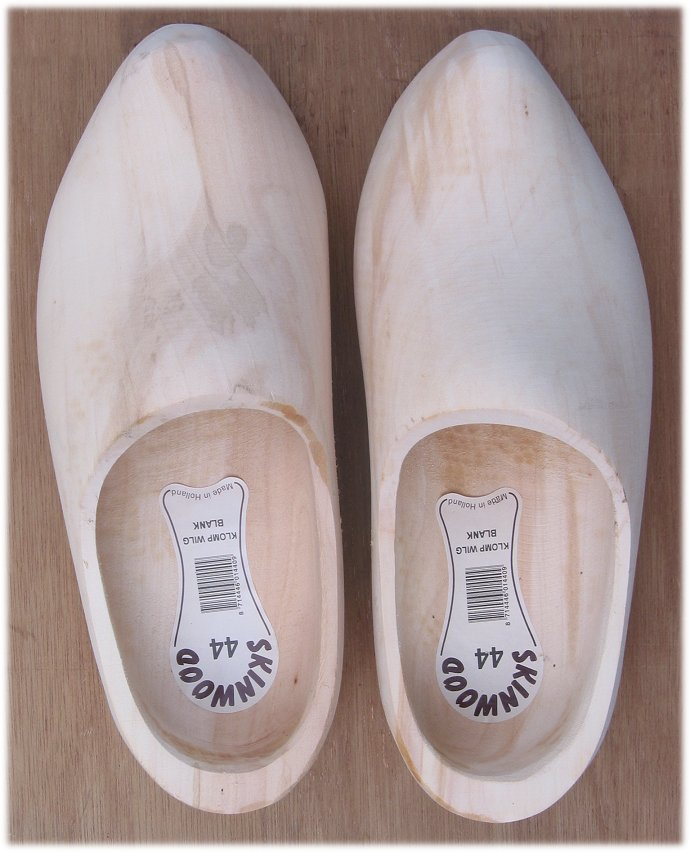
Traditionelle niederländische Holzschuhe

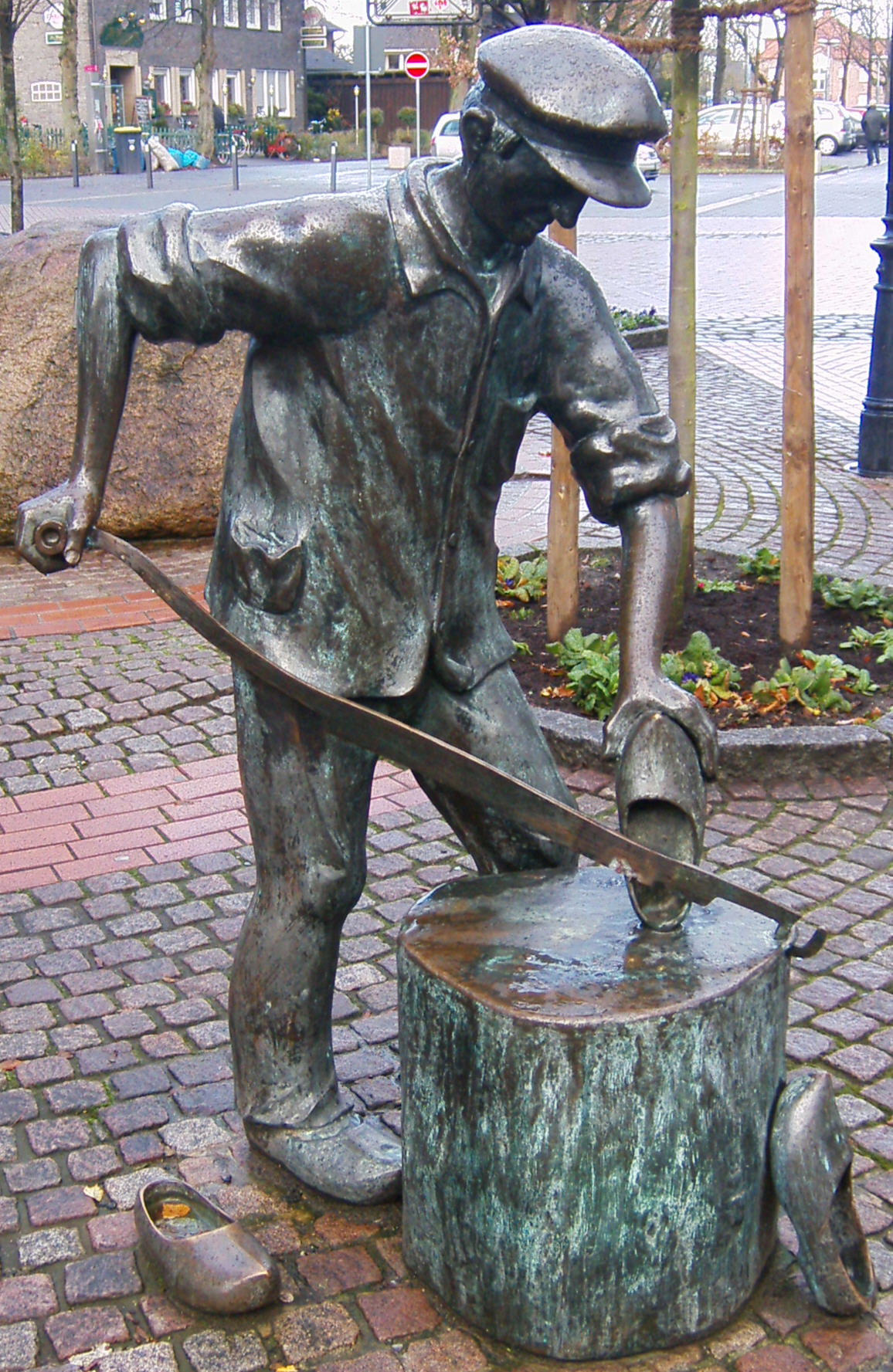
Holzschuhmacherdenkmal in Neuenkirchen

Holzschuhe sind alle Arten von Schuhen, die ganz aus Holz gefertigt sind. Auch Holzsohlenschuhe werden teilweise als Holzschuhe bezeichnet.
Traditionelle Holzschuhe werden noch regional oder branchenspezifisch als Arbeits- und Schutzschuhe eingesetzt. Wenngleich Holzschuhe historisch als Kleidung armer und ländlicher Schichten wahrgenommen wurden, treten sie weltweit wiederholt als modische Accessoires auf.

## Holzschuhvarianten
Im schuhtechnischen und -fachlichen Sinn bezeichnet Holzschuh den traditionellen Holzschuh, der vollständig oder überwiegend aus (reinem) Holz hergestellt ist und den Fuß ähnlich wie ein Halbschuh weitgehend umschließt (im Fersenbereich mit einer hochgezogenen Holzsohle). Üblicherweise wird solch ein Holzschuh aus einem einzigen Stück Holz hergestellt.
Andere Schuhmodelle, die meist einen auf den Schuhboden beschränkten Holzanteil haben, werden als Holzsohlenschuhe bezeichnet. Folgende verbreitete oder bekannte Schuhmodelle zählen zu den Holzsohlenschuhen:
- Gymnastiksandale (Schuh mit anatomisch geformter Holzsohle, der durch einen Querriemen am Fuß gehalten wird)
- Holzsandale oder Holzsandalette (Schuh mit Holzsohle, der durch ein oder mehrere Riemen am Fuß gehalten wird)
- Clog (pantoffelartiger Schuh mit Holzsohle; die Ferse kann auch einen Fersenriemen haben)
- Holzstiefel (Stiefel mit Holzsohle)
- Botten

Historisch kann auch die Trippe als Holz(über)schuh angesprochen werden. Dabei handelte es sich um eine Holzsohle mit Lederriemen, die im Mittelalter zum Schutz gegen Schmutz unter den eigentlichen Lederschuhen getragen wurde.

## Geschichte
Die Ursprünge von Holzschuhen in Europa sind nicht genau bekannt. Tet De Boer-Olij sieht den Kothurn und die Lederschuhe römischer Soldaten (Caligae) als Vorläufer. Möglich ist auch, dass die keltischen und germanischen Völker aus Süd- und Nordeuropa bereits hölzerne Fußbekleidungen trugen, das ist jedoch archäologisch nicht nachgewiesen. Die ältesten erhaltenen Holzschuhe in Europa wurden in Amsterdam und Rotterdam gefunden und stammen aus dem 13. Jahrhundert. Europaweit haben sich die Holzschuhe aus Trippen und Patten entwickelt.

## Material und Herstellung

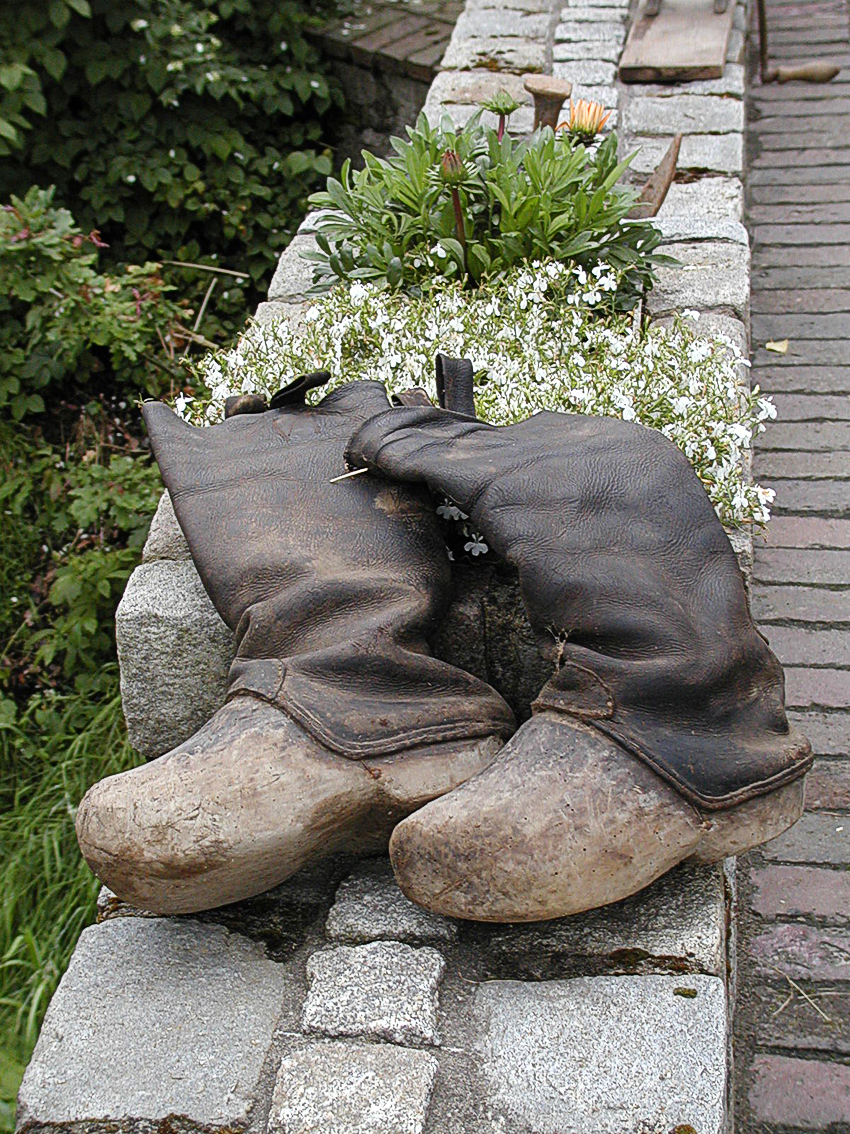
Holzstiefel

Geeignet für die Herstellung geschlossener Holzschuhe sind Weichhölzer. Verwendet wird in Deutschland und den Niederlanden fast ausschließlich Pappelholz. Selten kommt Ahornholz zum Einsatz. Historisch nutzte man auch teureres Weiden- und Erlenholz.
Ein traditioneller Holzschuh wird aus einem einzigen Holzblock gefertigt. In der manuellen Produktion wird zunächst die äußere Form des Schuhs grob vorgeschnitzt, dann fein gearbeitet. Schließlich wird sein Inneres mit speziellen Werkzeugen ausgehöhlt. Die Oberfläche des Schuhs wird zuletzt poliert und gegebenenfalls mit Schnitzereien versehen oder farbig lackiert. Maschinell verläuft die Fertigung ähnlich, doch lässt sich mittels einer Vorlage die Form eines Schuhs beliebig oft kopieren.

## Gesundheitliche Aspekte
Holzschuhe bieten eine Reihe von Vorteilen, aber auch Nachteile, die zur Verdrängung durch leder- und kunststoffbasierte Schuhe geführt haben.
Holzschuhe bieten eine hohe Sicherheit gegen spitze Bodenbestandteile wie Dornen, Äste und Steine und gewährleisten einen lang anhaltenden Schutz gegen Nässe; wie auch gegen Verletzungen durch schwere Stöße, beides den gesamten Fuß umfassend, im Gegensatz zu Stahlkappen-Arbeitsschuhen, die nur im Zehenbereich Schutz bieten. Wegen ihrer harten und unflexiblen Sohle führten sie historisch bei der Landbevölkerung zu Knochenläsionen.
Insbesondere bei den holländischen Holzschuhen, die vollständig aus Holz bestehen und im Spann geschlossen sind, treten beim Laufen Hebelkräfte auf, die den Fußrücken im Abrollen des Schritts gegen das Holz pressen. Die in Skandinavien getragenen Holzschuhe umgehen das Problem der Hebelkräfte im Spann mit Leder-Applikationen an den betreffenden Stellen.

## Niederlande
Die volkstümlich bekannteste Form eines Holzschuhs ist die des niederländischen Klomp (Mz.: Klompen), wie er als Andenken gerne von Reisen mitgebracht wird. Doch hat jede Region in den Niederlanden ihre eigene Schuhform, mal rund, mal spitz, einige Schuhe auch halboffen, mit Lederriemen über dem Rist. Letztere werden Tripklompen genannt. Auch im benachbarten Flandern kommen sie vor.

## Frankreich, Schweden und andere Länder
Auch in einigen Regionen Frankreichs, besonders im Norden (Flandern) und Westen (Bretagne) wurden oder werden Holzschuhe getragen, sabots genannt. Um 1900 wurden sie vor allem im Département Lozère, also in den Cevennen hergestellt und frankreichweit bei landwirtschaftlichen Arbeiten und in Fabriken getragen. Feinere, zum Teil reich verzierte Holzschuhe für die Stadtbevölkerung, wurden in Marvejols, Mende und Villefort gefertigt.
In Südschweden waren Holzschuhe (träskor) aus Erle oder Buche die traditionelle Fußbekleidung. Ein Zentrum der Herstellung war Vollsjö in Skåne, die dort produzierten Holzsohlenschuhe wurden Vollsjötoffeln genannt.
Im Elsass werden sie Zogelli genannt, Zoggeli in der Schweiz, abgeleitet vom italienischen Wort Zoccoli.
In Großbritannien heißen alle Arten von Holzschuhen clogs. Sie wurden bis zur Mitte des 20. Jahrhunderts von Arbeiterinnen und Arbeitern der Textilindustrie und des Bergbaus aufgrund ihrer langen Haltbarkeit (etwa sieben Jahre) und zum Schutz getragen. Daraus entwickelte sich in Lancashire und andernorts der Clog Dance und Morris Dance, Vorformen des Stepptanzes.
Im Norden Spaniens sind traditionell Stollenholzschuhe gebräuchlich, zuecos genannt. Auch in Asien sind Holzschuhe gebräuchlich.

## Deutschland

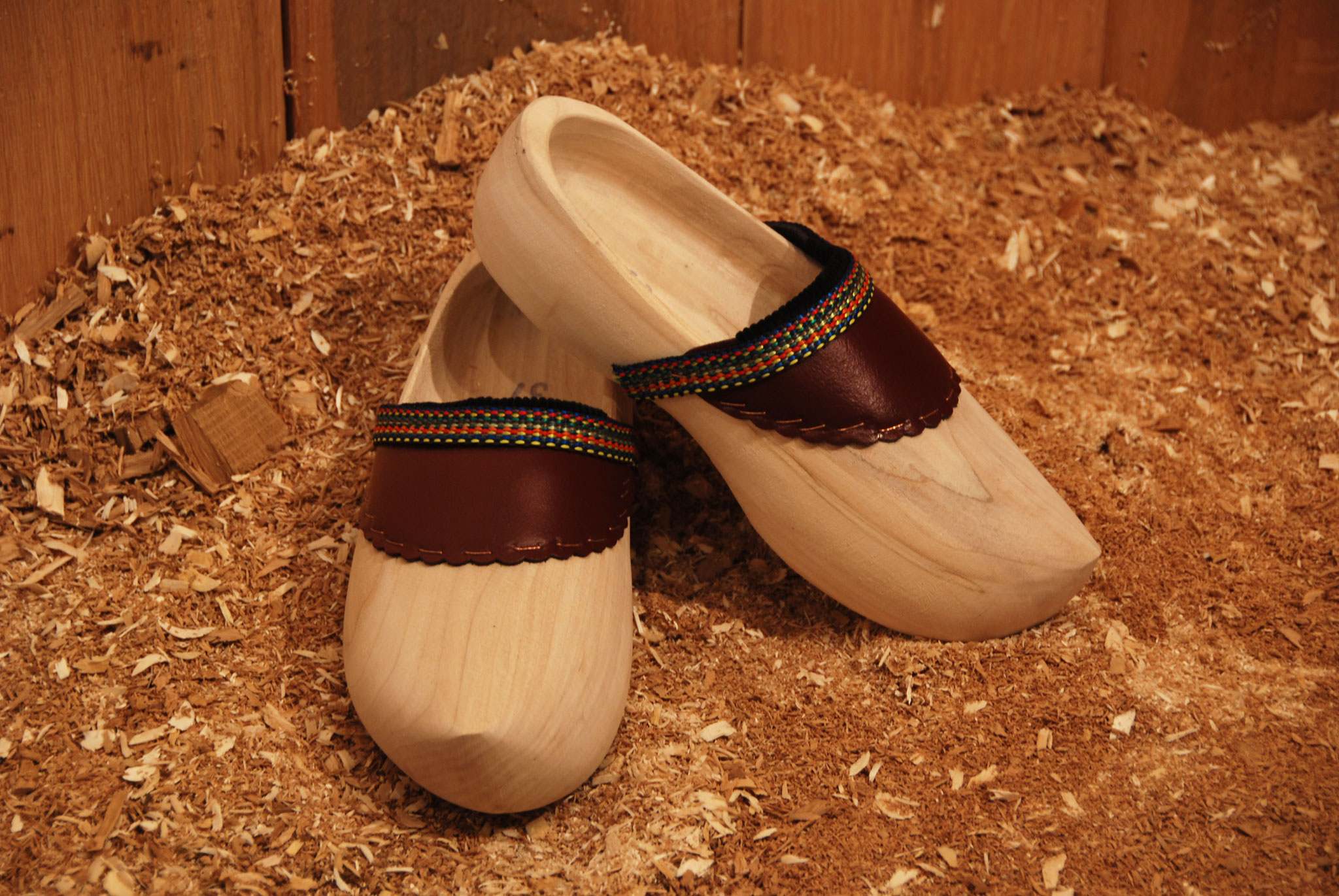
Holzklumpen aus dem Münsterland mit einer durchgehenden Kappe

In Deutschland waren und sind Holzschuhe vor allem in der Nordhälfte verbreitet, insbesondere von Nordrhein-Westfalen bis zur dänischen Grenze. Hier entwickelte sich die Holzschuhmacherei zum Handwerk und wurde auch industriell betrieben. In Westfalen werden die Holzschuhe als Holsken oder Holschen bezeichnet. Am Niederrhein nennt man sie, wie im Niederländischen, Klompen und im Ruhrgebiet auch Klotzschen. Die älteste bekannte Abbildung von Holzschuhen ist auf einem Altarretabel aus dem 15. Jahrhundert von Derick Baegert in der Dortmunder Propsteikirche zu sehen.

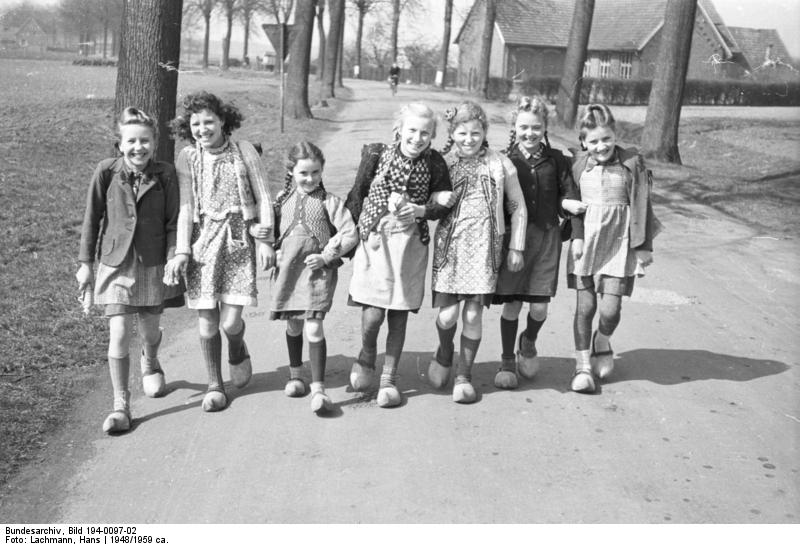
Holtwicker Schulkinder 1948 in Holzschuhen mit Lederriemen

Münsterländer Holzklumpen und westfälische Holschen haben einen Lederbesatz in Form einer durchgehenden Kappe über dem Rist, Liär (westf.-ndt. ‚Leder‘) genannt. Am Niederrhein und in der Eifel ist das abschließende Leder als Band ausgeführt. An der niederländischen Grenze sind durchaus auch niederländische Schuhformen verbreitet. So sind die Holzschuhe an der niederrheinischen Rur halboffen, haben eine stark ausgeprägte stumpfe Nase und weisen ein Lederband quer über dem Spann auf. Damit entsprechen sie einer Form der niederländischen Tripklompen. Im Bereich der dänischen Grenze wurden Holzschuhe lange mit Stollen unter den Sohlen gefertigt.
In Schleswig-Holstein werden Holzsohlenschuhe generell als Klotzen bezeichnet. Holzpantoffel nennt man, wenn sie aus Dänemark kommen, auch Clogs, in Norddeutschland spricht man in diesem Zusammenhang von Holzpantinen, im Plattdeutschen auch von Klotschen, und wenn sie ein ausgearbeitetes Fußbett haben, heißen sie Schwedenpantoffel. In Ostfriesland nennt man die traditionellen Holzschuhe holsken (Einzahl: holske) oder klumpen (Einzahl: kluemp).
Holzschuhe wurden bis in die 1950er Jahre vor allem in der Landwirtschaft und bei bestimmten Arbeiten wie dem Torfstechen getragen. Im Deichbau werden sie in den Niederlanden bis heute als optimale Sicherheitsschuhe genutzt. In Westfalen werden Holschen auch in der Gegenwart noch gerne bei der Gartenarbeit getragen. Holzschuhe gehörten im Hüttenwesen und in Gießereien zur Berufsbekleidung, wurden aber zunehmend von Stahlkappenschuhen verdrängt. Außerdem werden Holzschuhe noch von vielen Trachtengruppen und Karnevalsvereinen als Standardschuhwerk benutzt.

### Pferde-Holzschuhe

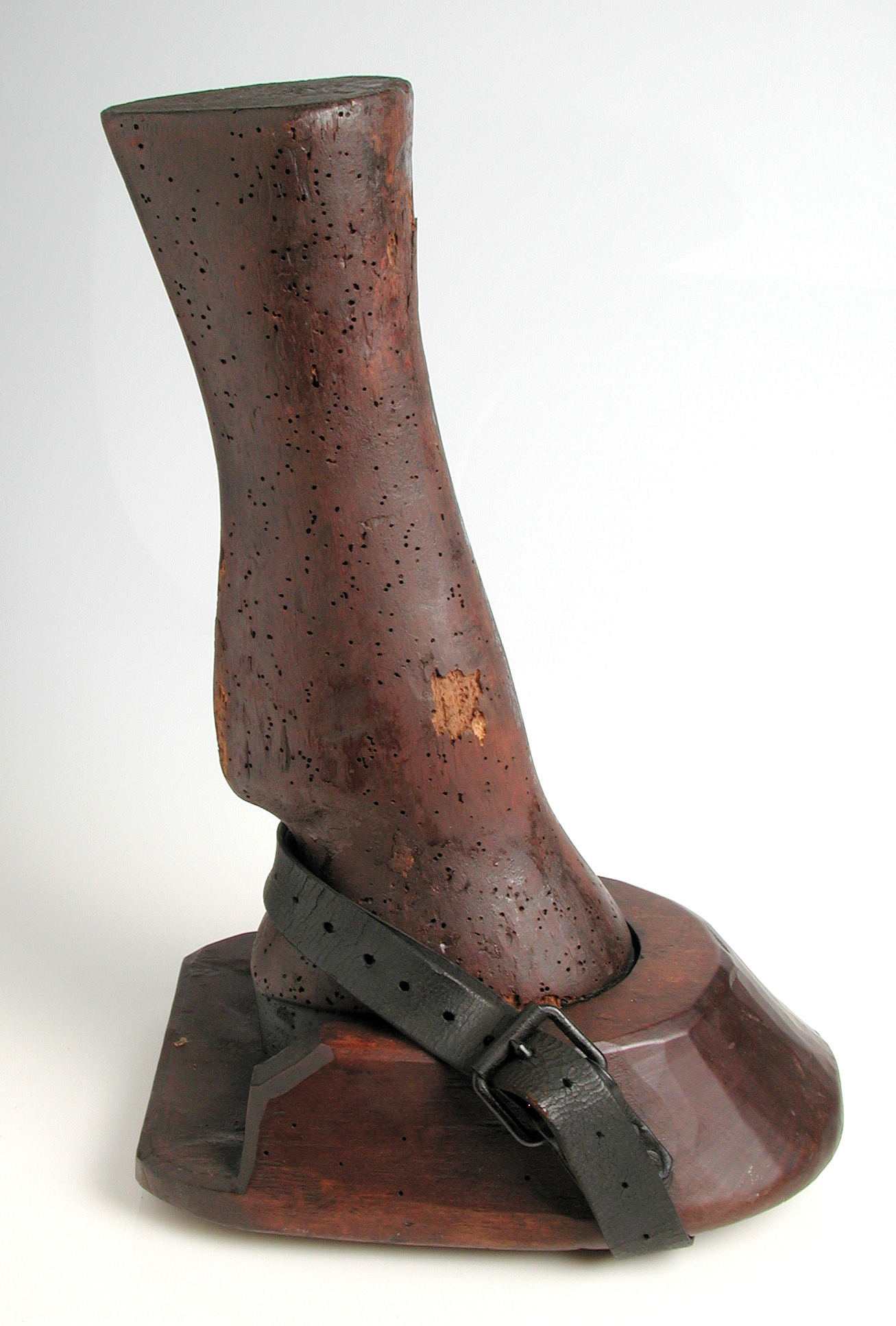
Pferde-Holzschuh aus dem Blockland bei Bremen, vor 1899. Focke-Museum Bremen

Bis ins 19. Jahrhundert waren im norddeutschen Flachland auch Holzschuhe für Pferde („Pferdetrippe“) verbreitet, die ein Einsinken der Hufe in den morastigen Böden vermindern sollten. Sie hatten die Form breiter Sohlen, die mit Lederriemen an den Pferdefuß geschnallt waren, hinten gerade und vorne halbrund abschlossen sowie einen seitlich und vorne erhöhten Rand hatten; so wurde dem Huf Halt in dem Pferdeholzschuh gegeben.

### Brauchtum
Holzschuhe hatten und haben in einigen Regionen Funktionen im Brauchtum: Nachweislich noch 1890 trug die Pfingstbraut im westfälischen Herne ein Paar besonders schöner Holzschuhe. Nach Mitternacht folgte dann der Holzschuhtanz der Brautleute.
Alle fünf Jahre findet im badischen Staffort ein traditionelles Holzschuhrennen statt, das an das Holzschuhmacherhandwerk erinnert.
In Neukirchen-Vluyn am linken Niederrhein im Ortsteil Vluyn findet jedes Jahr am Montag nach Pfingsten der traditionelle Klompenball statt. Im Verlauf dieses Festes wird ein Klompenkönig ernannt, der dann bis zum nächsten Klompenball im folgenden Jahr die „Regentschaft“ übernimmt.
Elsässer Zoggeli sind das traditionelle Schuhwerk des Waggis der Basler Fasnacht.

### Museen

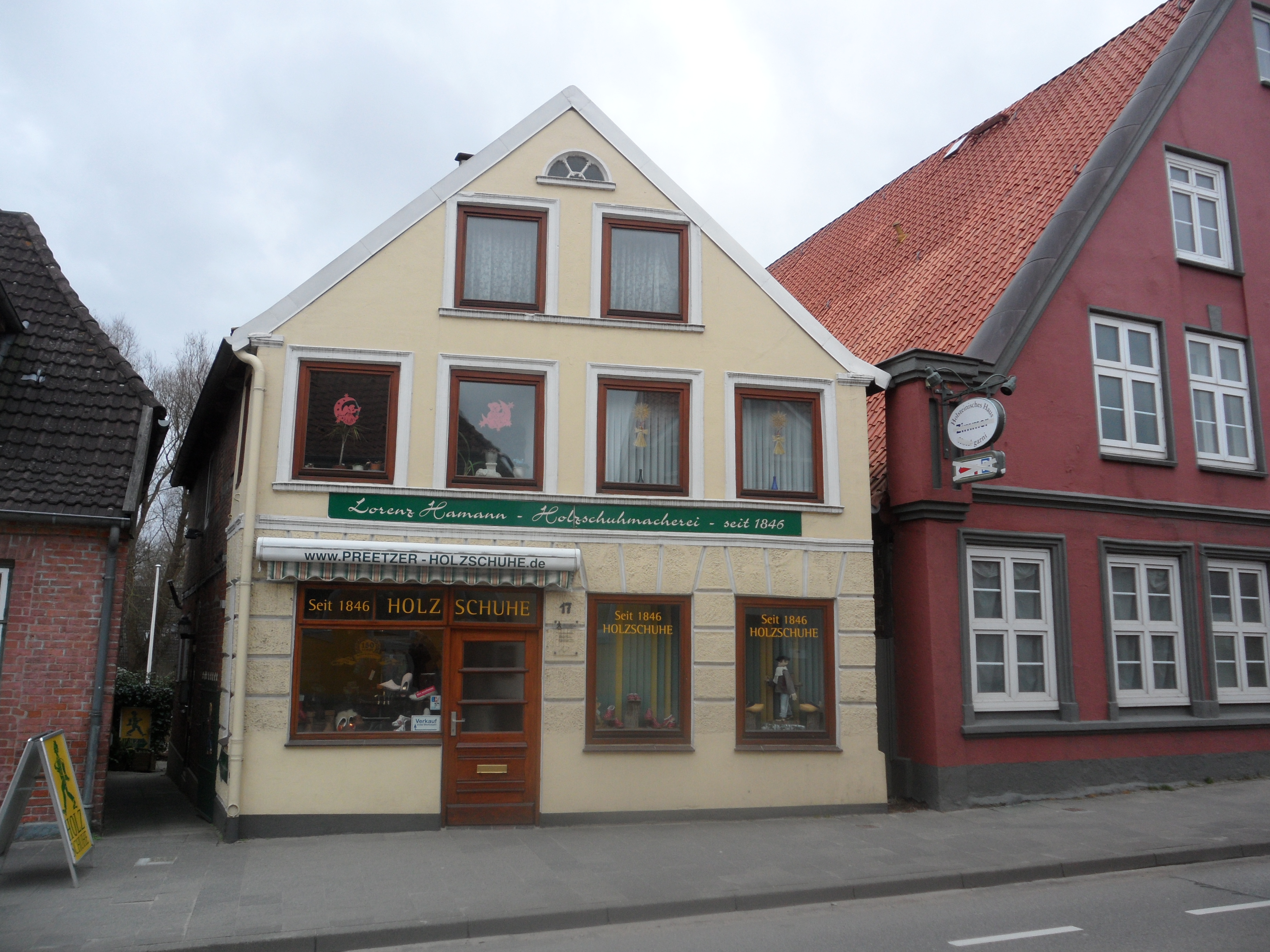
Preetzer Holzschuhmuseum

- Das Internationale Holzschuhmuseum in Eelde (Niederlande) ist ein Museum für Holzschuhe, Holzschuhmacherwerkzeug und Holzschuhmaschinen. Die Sammlung umfasst rund 2.400 Holzschuhe aus aller Welt.[15]
- Im LWL-Freilichtmuseum Hagen ist eine vollständige Werkstatt eines Holzschuhmachers eingerichtet. Die traditionelle handwerkliche Fertigung wird demonstriert.
- Das Hamaland-Museum in Vreden zeigt die Werkzeuge, die zur Herstellung von Holzschuhen benötigt werden.
- In Preetz wurde am 18. Mai 2008 das Preetzer Holzschuhmuseum eröffnet. Neben dem Herstellungsprozess wird hier auch die Historie der Preetzer Holzschuhe präsentiert.
- In Steinau (Niedersachsen) wird im Holzschuhmacherhaus die Geschichte und die Herstellung der Holzschuhe im Land Hadeln gezeigt.

## In der Musik
In der Oper Zar und Zimmermann von Albert Lortzing sowie in dem Ballett La fille mal gardée sind Holzschuhtänze zu sehen.